# Рябушківська сільська рада
Рябу́шківська сільська́ ра́да — колишній орган місцевого самоврядування в Лебединському районі Сумської області. Адміністративний центр — село Рябушки.

## Загальні відомості
- Населення ради: 1 267 осіб (станом на 2001 рік)

## Населені пункти
Сільській раді підпорядковані населені пункти:
- с. Рябушки
- с. Вільшанка
- с. Костів
- с. Курилівка
- с. Північне

## Склад ради
Рада складається з 15 депутатів та голови.
- Голова ради: Шолудько Іван Миколайович
- Секретар ради: Падалка Оксана Олександрівна

### Керівний склад попередніх скликань
| Прізвище, ім'я, по батькові | Основні відомості                                                 | Дата обрання | Дата звільнення |
| --------------------------- | ----------------------------------------------------------------- | ------------ | --------------- |
| Шолудько Іван Миколайович   | Сільський голова, 1967 року народження, освіта вища, безпартійний | 26.03.2006   | 31.10.2010      |
| Шолудько Іван Миколайович   | Сільський голова, 1967 року народження, освіта вища, безпартійний | 31.10.2010   |                 |

Примітка: таблиця складена за даними сайту Верховної Ради України